# Yannick Szczepaniak
Yannick Szczepaniak (Sarreguemines, 29 gennaio 1980) è un ex lottatore francese specialista della lotta greco-romana nella categoria dei pesi supermassimi (fino a 120 kg).Ha partecipato alle Olimpiadi di Atene 2004 e di Pechino 2008.

## Carriera
Yannick Szczepaniak ha fatto il suo debutto alle Olimpiadi del 2004 ad Atene, dove ha raggiunto la fase a eliminazione diretta dei 120 kg., vincendo il turno preliminare contro l'armeno Haykaz Galtsyan e il venezuelano Rafael Barreno. Ha perso l'incontro dei quarti contro l'iraniano Sajjad Barzi, con un punteggio finale di 0-3.
Alle Olimpiadi del 2008 a Pechino, Szczepaniak ha gareggiato per la seconda volta nella categoria dei 120 kg. Ha sconfitto il bulgaro Ivan Ivanov e l'ungherese Mihály Deák-Bárdos nei turni eliminatori, prima di perdere la semifinale contro il campione olimpico russo Chasan Baroev, con il punteggio di 2-3.
Poiché Baroev è avanzato fino alla finale, Szczepaniak si è qualificato automaticamente per l'incontro per la medaglia di bronzo, nel quale è stato sconfitto dal lituano Mindaugas Mizgaitis, con il punteggio di 2-4.
Dopo la squalifica postuma per doping di Chasan Baroev, è stato avanzato dal CIO alla medaglia di bronzo nel novembre 2016. La cerimonia di consegna della sua medaglia è avvenuta il 21 agosto 2017 in occasione dei Campionati mondiali di lotta tenutisi a Parigi.